# Taekwondo na Igrzyskach Śródziemnomorskich 2013
Taekwondo na Igrzyskach Śródziemnomorskich 2013 odbywało się w dniach 21–23 czerwca 2013 roku. Zawodnicy obojga płci rywalizowali łącznie w ośmiu konkurencjach w Edip Burhan Spor Salonu.

## Podsumowanie

### Klasyfikacja medalowa
| Klasyfikacja medalowa | Klasyfikacja medalowa | Klasyfikacja medalowa | Klasyfikacja medalowa | Klasyfikacja medalowa | Klasyfikacja medalowa |
| Miejsce               | Państwo               | Złoto                 | Srebro                | Brąz                  | Razem                 |
| --------------------- | --------------------- | --------------------- | --------------------- | --------------------- | --------------------- |
| 1                     | Hiszpania             | 3                     | 0                     | 2                     | 5                     |
| 2                     | Turcja                | 2                     | 2                     | 4                     | 8                     |
| 3                     | Francja               | 1                     | 1                     | 2                     | 4                     |
| 4                     | Maroko                | 1                     | 1                     | 1                     | 3                     |
| 5                     | Egipt                 | 1                     | 0                     | 1                     | 2                     |
| 6                     | Włochy                | 0                     | 1                     | 2                     | 3                     |
| 7                     | Serbia                | 0                     | 1                     | 1                     | 2                     |
| 8                     | Tunezja               | 0                     | 1                     | 0                     | 1                     |
| 8                     | Grecja                | 0                     | 1                     | 0                     | 1                     |
| 10                    | Cypr                  | 0                     | 0                     | 1                     | 1                     |
| 10                    | Liban                 | 0                     | 0                     | 1                     | 1                     |
| 10                    | Słowenia              | 0                     | 0                     | 1                     | 1                     |
| Razem                 | Razem                 | 8                     | 8                     | 16                    | 32                    |

### Medaliści
| Konkurencja   | 1. miejsce             | 2. miejsce             | 3. miejsce                      |           |           |           |
| Mężczyźni     | Mężczyźni              | Mężczyźni              | Mężczyźni                       | Mężczyźni | Mężczyźni | Mężczyźni |
| ------------- | ---------------------- | ---------------------- | ------------------------------- | --------- | --------- | --------- |
| do 58 kg      | José Luis Méndez       | Flavien Furet          | Marcello Porcaro Firat Pozan    |           |           |           |
| do 68 kg      | Daniel Quesada Barrera | Claudio Treviso        | Servet Tazegül Alexandre Amghar |           |           |           |
| do 80 kg      | Issam Chernoubi        | Oussama Oueslati       | Nicolás García Yunus Sarı       |           |           |           |
| powyżej 80 kg | Ali Sarı               | Aleksandros Nikolaidis | Leonardo Basile Vanja Babić     |           |           |           |
| Kobiety       |                        |                        |                                 |           |           |           |
| do 49 kg      | Nour Abdelsalam        | Rukiye Yıldırım        | Kyriaki Kouttouki Ana Petrušič  |           |           |           |
| do 57 kg      | Eva Calvo              | Hatice İlgün           | Andrea Paoli Lamyaa Bekkali     |           |           |           |
| do 67 kg      | Nur Tatar              | Hakima El Meslahy      | Hedaya Wahba Haby Niare         |           |           |           |
| powyżej 67 kg | Maeva Meiller          | Milica Mandić          | Yaprak Eriş Rosana Simon        |           |           |           |